# حرب الاستقلال الإيطالية الأولى
كانت حرب الاستقلال الإيطالية الأولى (بالإيطالية: Prima guerra d'indipendenza italiana) جزءًا من الوحدة الإيطالية أو ريسورجمينتو. خاضتها مملكة سردينيا (بييمونتي) والمتطوعين الإيطاليين ضد الإمبراطورية النمساوية ودول محافظة أخرى منذ 23 مارس 1848 حتى 22 أغسطس 1849 في شبه الجزيرة الإيطالية.
كان الصراع مسبوقًا باندلاع ثورة صقلية عام 1848 ضد آل بوربون-الصقليتين. أثار ذلك أعمال شغب في مدينتي ميلانو (خمسة أيام) والبندقية، اللتان تمردتا ضد النمسا وأسستا حكومات خاصة بهما.
كان جزء من الصراع الذي خاضه الملك كارلو ألبيرتو ضد النمسا في شمال إيطاليا حربًا ملكية وتألفت من حملتين. في كلتا الحملتين، هاجمت مملكة سردينيا الإمبراطورية النمساوية، وبعد الانتصارات الأولية هُزمت بشكل حاسم، وخسرت الحرب نتيجة لذلك. كانت الأحداث الحاسمة في الحملتين الأولى والثانية هي المعارك في كوستوزا ونوفارا على التوالي.
في بداية الحرب الملكية، دُعِمت مملكة سردينيا من قبل الدول البابوية ومملكة صقليتين، والتي بالكاد شاركت في القتال على الإطلاق ثم انسحبت. على الرغم من ذلك، انضم متطوعون من الجيوش البابوية والنابولية إلى المتطوعين الإيطاليين الآخرين وحاربوا ضد النمسا.
إلى جانب الحرب الملكية، حدثت حركات ثورية في ممالك إيطالية مختلفة (الدول البابوية، وتوسكانا، وغيرهما)، وكانت جزءًا من ثورات عام 1848 في الممالك الإيطالية، والتي لم يمكن التوفيق بينها وبين المثل الليبرالية لبييمونتي. يعامل التأريخ هذه الثورات، وكذلك الثورة الصقلية في 23 مارس 1848، على أنها حرب شعبية، والتي فشلت أيضًا، وانتهت باستعادة المؤسسات التقليدية وبالنفي الإجباري للعديد من المتمردين.
في الحرب الشعبية مع الثوريين الداخليين، وجدت مملكة صقليتين والدول البابوية أنفسهم على الجانب المقابل لذلك الذي كانوا عليه في الحرب الملكية، حيث دعموا بييمونتي في البداية.
أعطت الحرب الشعبية أولًا أهمية للقائد العسكري، جوزيبي غاريبالدي، لكنه هُزم، مثل الملك كارلو ألبيرتو، الذي تنازل في نهاية الحرب لصالح ابنه الأكبر، فيتوريو إمانويلي.

## المرحلة الأولى من الحملة الأولى (مارس - مايو 1848)

### تقدم بييمونتي نحو الرباعية (23 مارس - 7 أبريل 1848)
في 23 مارس، أعلنت مملكة سردينيا الحرب على الإمبراطورية النمساوية. في 25 و26 مارس، عبرت وحدتان من حرس المقدمة نهر تيسينو، ودخلوا أراضي العدو. عبرت كتلة الجيش في 29 مارس. في نفس اليوم، دخلت الفرق الثلاثة الأولى بافيا، حيث أشاد بها شعبها. في لودي، حيث وصلت بعض الفرق في نفس اليوم، علموا أن قوات العدو قد تجمعت في مونتيشياري، على بعد 20 كم جنوب شرق بريشا، على نهر تشيسي. قرر كارلو ألبيرتو تجاهل هذه الأمور والتقدم نحو كريمونا على نهر بو. من هناك، تقدموا إلى مارسريا وعبروا أوغليو في 7 أبريل، على بعد نحو عشرين كيلومترًا من منتوا، القلعة الرباعية بأقصى الجنوب.
أُرسِلت وحدة واحدة فقط من حرس المقدمة إلى بريشا - وكانت هذة تتكون من لواء من المشاة وفوج من الفرسان وبطارية من المدافع وكانت بقيادة الجنرال ميكيل جوزيبي بيس (1794-1853)، الذي عبر بالفعل تيسينو عند بوفالورا ودخل ميلانو. وصلت قوات بيس إلى بريشا في 31 مارس. في نفس اليوم، تراجع جوزيف راديتزكي إلى بيسكيرا، وبعد ذلك بيومين إلى فيرونا. في 8 أبريل، تمركزت غالبية قواته (الجيش الأول) في الرباعية في فيلافرانكا. من ناحية أخرى، انتشر جيش بييمونتي على طول الضفة الغربية من المينشيو.
أعطى التقدم البطيء لجيش بييمونتي عبر لومبارديا الجيش النمساوي الكثير من الوقت للانسحاب، وهو عامل جذب النقد في ذلك الوقت وفي وقت لاحق.

### عبور نهر مينشيو (8–27 أبريل 1848)
نظرًا لأن جميع الجسور فوق المينشيو كانت لا تزال محتجزة من قبل الحرس الخلفي النمساوي، في 8 أبريل، أمر الجنرال بافا فرق الجنرال دارفيارس بالاستيلاء على الجسر في غويتو. بعد اشتباكات حادة، تمكن خلالها المهندسون النمساويون من هدم الجسر جزئيًا، تمكنت أفواج البيرساغلييري وبحرية سردينيا الملكية من اختراق الضفة الأخرى. في نحو الساعة الرابعة عصرًا، أتاح عمل مهندسي بييمونتي مرور 3 كتائب أخرى، بينما انسحب النمساويون إلى فيلافرانكا. في هذا الاشتباك الأول من الحرب، أصيب العقيد أليساندرو لا مارمورا، مؤسس البيرساغلييري، بجروح خطيرة.
في 9 أبريل، سيطرت قوات بييمونتي على الجسر في مونزمبانو إلى الشمال. في 11 أبريل، تخلى النمساويون أخيرًا عن الضفة الشرقية لمينشيو وانسحبوا إلى فيرونا. احتلت قوات بييمونتي فاليغيو.
نحو الشرق، في 17 أبريل، عبر الجيش النمساوي الجديد، تحت قيادة نوغنت، إيزونزو بهدفين: تعزيز راديتزكي وإعادة احتلال فينيتو. في 23 أبريل، دخل نوغنت أوديني. في غضون ذلك، في 26 أبريل، عبر نصف جيش بييمونتي المينشيو. بعد ذلك بيومين، عبرت فرقتان أخريان وانتشر الجيش بأكمله في قوس لحصار بيسكيرا، التي بدأت قوات بييمونتي في محاصرتها في 27 أبريل، وتهديد فيرونا في آن واحد. هدد التصرف أيضًا الجيش النمساوي، الذي كان منتشرًا على امتداد الأديجي والطريق الرئيسي من فيرونا إلى ترينتو والنمسا.

### تقدم بييمونتي نحو الأديجي (30 أبريل 1848)
في مواجهة تهديد بييمونتي، احتل راديتزكي موقعًا متقدمًا في باسترينغو على الضفة الغربية من الأديجي. في 30 أبريل، تقدم الجيش الثاني تحت قيادة دي سوناز للقضاء على رأس الجسر للعدو (14000 جندي من بييمونتي ضد 8000 من النمسا). لمدة ثلاث ساعات، من الساعة 11 صباحًا حتى 2 ظهرًا، كان التقدم بطيئًا وصعبًا. تقدم كارلو ألبيرتو، الذي كان صبره قد بدأ ينفذ، إلى الأمام بثلاثة أسراب خيالة من الكارابينييري، بين لواء «كونيو» ولواء «بييمونتي». في تلك اللحظة، انتعش تقدم قوات بييمونتي وأُصيب بعض الكارابينييري بالنيران النمساوية. بعد لحظة من الارتباك، حفز الرائد اليساندرو نيغري دي سانفرونت أسراب الكارابينييري الثلاثة ضد العدو، وانضم الملك وحارسه الشخصي إلى الهجوم. كُسر الخط النمساوي. أجبر مشاة بييمونتي العدو على التراجع.
بعد الوصول إلى الأديجي، أوقفت قوات بييمونتي بواسطة راديتزكي، الذي رد على تقدم العدو بهجوم على مركز تشكيل بييمونتي. تُصُدِّيَ للهجوم بسهولة، لكنه نجح في تحويل كارلو ألبيرتو من محاولة عبور الأديجي. وهكذا انتهت معركة باسترينغو بانتصار بييمونتي الذي رفع معنويات قوات سافويا، لكن نجاحهم في القضاء على رأس الجسر النمساوي كان غير مكتمل نظرًا لبقاء الضفة الشرقية للأديجي تحت سيطرة راديتزكي.

### معركة سانتا لوسيا (6 مايو 1848).
نتيجة لباسترينغو، أحضر كارلو ألبيرتو جناحه الأيسر إلى الأديجي. سعى حينها لدفع النمساويين للعودة إلى فيرونا في معركة مذهلة، حتى يتمكن من الإعلان عن نجاح باهر في الوقت المناسب لانعقاد الجلسة الجديدة للمجلس النيابي. انقسم الجيش الذي واجهه إلى ثلاثة أجزاء: الأول على الضفة الشرقية للأديجي حتى باسترينغو إلى الشمال، والثاني في قرى غرب فيرونا، والجزء الثالث داخل أسوار فيرونا نفسها.
بدا لقوات بييمونتي أنه يمكنهم بسهولة هزيمة القوات النمساوية أمام فيرونا، متجاهلين أو مستهينين بحقيقة أن القرى كانت محصنة بمهارة ومنهجية من قبل النمساويين. بناءً على طلب كارلو ألبيرتو، أعد الجنرال بافا خطة، والتي عدلها فرانزيني بعد ذلك، من أجل «استطلاع مسلح» في اتجاه فيرونا من أجل إثارة معركة في العراء. كان من المفترض أن يشارك في الهجوم الجيش الأول وقسم الاحتياط والفرقة الثالثة من الجيش الثاني (أي 4/5 من جيش بييمونتي بأكمله)، وكان هدفهم الرئيسي قرية سان ماسيمو. في 6 مايو 1848، بدأ جيش بييمونتي تقدمه. لم تكن حركة الوحدات المختلفة متزامنة. في قرية سان ماسيمو، حيث كان من المفترض أن يتركز الهجوم الرئيسي، تعرض اللواء الملكي من الفرقة الأولى للجيش الأول لنيران العدو الكثيفة. تعرض اللواء الآخر في فرقته، لواء أوستا، أيضًا لنيران كثيفة أمام قرية سانتا لوسيا، والتي أصبحت محور هجوم بييمونتي نتيجة انهيار خطة الهجوم.
نظرًا لأن كارلو ألبيرتو كان في وضع أمامي مكشوف، خالف الجنرال بافا الخطة التي تطلبت منه انتظار الوحدات الأخرى وهاجم سانتا لوسيا في الساعة 10 صباحًا مع لواء أوستا، مما عرّضه للنيران النمساوية الثقيلة. في الساعة 11 صباحًا، وصل لواء الحرس من فرقة الاحتياط للمساعدة. بهذا استطاع أن يطوق القرية. بدأت أجزاء من اللواء الملكي والفرقة الثانية من الجيش الأول في الوصول بين الساعة 12 و1:30 ظهرًا، وعندها شن بافا هجومًا كان مركزًا على مقبرة سانتا لوسيا، التي دافع عنها النمساويون بشراسة. مع ذلك، تغلبت قوات بييمونتي على النمساويين واضطروا في نهاية المطاف إلى التخلي عن مواقعهم والانسحاب إلى فيرونا.
تعثرت قوات بييمونتي بدلًا من استغلال الوضع. في الساعة 2 ظهرًا، تلقوا إشعارًا بأن هجوم الفرقة الثالثة من جيش بييمونتي الثاني على قرى كروس بيانكا وكييفو قد فشلت. دفعت الأخبار كارلو ألبيرتو إلى إصدار أمر بالتراجع. في الوقت نفسه، انطلق هجوم مضاد نمساوي شديد، حيث وصل رجال راديتزكي إلى سانتا لوسيا، التي وجدوها مهجورة من قبل قوات بييمونتي. في الساعة السادسة مساءً انتهت المعركة. تصدى النمساويون لهجوم العدو، وعانوا من خسائر قدرت بـ72 قتيلًا، و190 جريحًا، وأسر 87. فقدت قوات بييمونتي 110 من الرجال، وأصيب منهم 776 بجروح. كان الفشل إيذانًا بفقدان بييمونتي زمام المبادرة، الذي انتقل بعدها إلى النمساويين.

## سير المعارك
ضم جيش سردينيا كتيبتي مشاة وفرقة احتياط أي ما مجموعه 12,000 جندي. كان سلاحا المدفعية والفرسان وأفضل الوحدات. في 21 مارس أعلن دوق توسكانا الكبير دخوله الحرب ضد النمسا بفرقة من 6,700 رجل. بينما كان لجيش الدولة البابوية قوة مماثلة الحجم يدعمها العديد من المتطوعين. في 25 مارس دخلت طليعة الفيلق الثاني البييمونتي ميلان وبعد ذلك بيومين أيضاً سيطروا على بافيا.
بعد النجاح المبدئي في غويتو وبسكييرا دل غاردا، قام البابا بيوس التاسع بسحب قواته، خوفاً من الأطماع التوسعية الممكنة لبيدمونت في حالة الفوز. كما سحبت مملكة الصقليتين قواتها أيضاً ولكن الجنرال غولييلمو بيبي رفض العودة إلى نابولي، وتوجه إلى البندقية لحمايتها من الهجوم النمساوي المضاد. كان تراجع الملك فرديناند الثاني أساساً بسبب سلوك الملك تشارلز ألبرت الغامض، الذي لم يرفض بوضوح الاقتراح بالحصول على تاج صقلية والذي عرضه عليه قادة التمرد في الجزيرة.
بعد هزيمة بييمونتي في كستوزا طرحت هدنة مضطربة في عام 1848 بين النمسا وسردينيا دامت أقل من سبعة أشهر، حيث نقضها تشارلز ألبرت في 12 مارس 1849. استلم الجيش النمساوي المبادرة العسكرية في لومبارديا وألحق هزيمة نكراء بجيش بييمونتي في نوفارا. أجبر هذا النصر البييمونتيين على التراجع إلى بورغومانيرو عند سفح جبال الألب، وسيطرت القوات النمساوية على نوفارا وفرشيلي وترينو وبريشيا وأصبح الطريق ممهداً إلى عاصمة بييمونتي، تورينو.
خلع تشارلز ألبرت لصالح ابنه فيكتور إيمانويل الذي وقع على معاهدة سلام في 9 أغسطس 1849 دفعت بيدمونت - سردينيا بموجبها تعويضاً قدره 65 مليون فرنك إلى النمسا.

## ثورة 1848
اندلعت ثورات عام 1848 في أماكن عديدة من إيطاليا وكذلك في أجزاء أخرى كثيرة من أوروبا. نتيجة لذلك اضطر تشارلز ألبرت ملك بيدمونت وليوبولدو الثاني دوق توسكانا الأكبر لتقديم تنازلات للديموقراطيين. شملت الثورات فيينا نفسها، وميلانو (خمسة أيام من ميلان) والبندقية (جمهورية سان ماركو، التي أعاد النمساويون السيطرة عليها في 1849) المدينتان الرئيسيتان في مملكة لومبارديا فينيشيا التابعة حينها للحكم النمساوي. طردت الثورة في صقلية (عدا ميسينا) جيوش البوربون. كما اضطر تشارلز الثاني من البوربون أيضاً لمغادرة دوقية بارما.
قررت مملكة سردينيا استغلال ما يبدو لحظة مواتية وأعلنت الحرب على النمسا في تحالف مع الولايات البابوية ومملكة الصقليتين وهاجموا ممتلكات النمسا الضعيفة في إيطاليا.
نجم عن الحرب فشل سردينيا في هزيمة النمسا بمفردها. دفع هذا سردينيا إلى التماس حلفاء ضد النمسا، ووجدت مبتغاها في فرنسا (1859) وبروسيا في (1866) حيث تمكنت في النهاية من طرد النمساويين من شمال إيطاليا.